# 퀄리티 디스트리뷰터스
퀄리티 디스트리뷰터스는 괌의 축구단이다. 현재 괌 사커 리그에 참가하고 있다.

## 우승
- 괌 사커 리그: 2007, 2007–08, 2008–09, 2009–10, 2011–12
- 괌 FA컵: 2008, 2009, 2011, 2012